# Champost
Champost (auch Champignonerde oder abgetragene Pilzkultursubstrate genannt) wird beim professionellen Champignon-Anbau verwendet. In diesem Substrat werden unter kontrollierten klimatischen Bedingungen Champignons herangezüchtet. Dabei dient das Substrat vor allem als Feuchtigkeitsspeicher.
Überwiegende Komponente bei der Substratherstellung ist Pferdemist. Je nach Preisniveau und regionaler Verfügbarkeit werden Hühnermist, Stroh, Kalk und Torf hinzugemischt.
Je Tonne enthält Champost durchschnittlich:
- 340 kg Trockensubstanz
- 200 kg organische Substanz
- 45 kg Kalzium
- 6,9 kg Stickstoff
- 4,1 kg Phosphat
- 9 kg Kalium
- 2,5 kg Magnesium

## Verordnungen
Im Sinne der Düngeverordnung gilt Champost als Dung (tierische Ausscheidung), wodurch der darin enthaltene Stickstoff auf die Obergrenze anzurechnen ist.